# 대서
| 24절기 - 입춘 - 우수 - 경칩 - 춘분 - 청명 - 곡우 - 입하 - 소만 - 망종 - 하지 - 소서 - 대서 - 입추 - 처서 - 백로 - 추분 - 한로 - 상강 - 입동 - 소설 - 대설 - 동지 - 소한 - 대한 ← ↓ → ↑ | 24절기 - 입춘 - 우수 - 경칩 - 춘분 - 청명 - 곡우 - 입하 - 소만 - 망종 - 하지 - 소서 - 대서 - 입추 - 처서 - 백로 - 추분 - 한로 - 상강 - 입동 - 소설 - 대설 - 동지 - 소한 - 대한 ← ↓ → ↑ | 24절기 - 입춘 - 우수 - 경칩 - 춘분 - 청명 - 곡우 - 입하 - 소만 - 망종 - 하지 - 소서 - 대서 - 입추 - 처서 - 백로 - 추분 - 한로 - 상강 - 입동 - 소설 - 대설 - 동지 - 소한 - 대한 ← ↓ → ↑ |
| 황경 | 절기 | 양력 |
| --- | --- | --- |
| 봄 | | |
| 315° | 입춘 | 2/3~5 |
| 330° | 우수 | 2/18~19 |
| 345° | 경칩 | 3/5~6 |
| 0° | 춘분 | 3/20~21 |
| 15° | 청명 | 4/4~5 |
| 30° | 곡우 | 4/20~21 |
| 여름 | | |
| 45° | 입하 | 5/5~6 |
| 60° | 소만 | 5/21~22 |
| 75° | 망종 | 6/5~6 |
| 90° | 하지 | 6/21~22 |
| 105° | 소서 | 7/7~8 |
| 120° | 대서 | 7/22~23 |
| 가을 | | |
| 135° | 입추 | 8/7~8 |
| 150° | 처서 | 8/22~24 |
| 165° | 백로 | 9/7~8 |
| 180° | 추분 | 9/22~23 |
| 195° | 한로 | 10/8~9 |
| 210° | 상강 | 10/23~24 |
| 겨울 | | |
| 225° | 입동 | 11/7~8 |
| 240° | 소설 | 11/22~23 |
| 255° | 대설 | 12/7~8 |
| 270° | 동지 | 12/21~22 |
| 285° | 소한 | 1/5~6 |
| 300° | 대한 | 1/19~21 |

대서(大暑)는 24절기 중 12번째에 해당하는 절기로 태양 황경이 120도가 될 때이다.
소서와 입추 사이의 절기로 일년 중 가장 무더운 시기이다. 양력으로는 7월 22일, 7월 23일경에, 음력으로는 6월에 시작한다.

## 날씨 및 용어
대서(大暑)는 큰 대(大)에 더울 서(暑)로, '큰 더위'라는 뜻으로 날씨가 몹시 덥고 장마가 지기 쉬운 때이다. 또, 대서는 삼복더위 가운데 중복 무렵과 겹치는 경우가 많아, 예로부터 사람들은 무더위를 피하기 위해 계곡이나 산의 정자를 찾아가 음식을 나누고 더위를 식히는 풍습을 가졌다. 이 시기는 불볕더위나 찜통더위가 절정에 이르며, 경우에 따라 장마전선이 늦게까지 한반도에 머물면 많은 비가 내리기도 한다. 전통적으로 무더운 시기를 초복·중복·말복으로 구분하고, 소서(小暑)와 대서(大暑)라는 절기 명칭을 통해 여름철 더위에 대한 경각심을 일깨우고자 하였다.

## 토용
토용(土用)이 이 계절에 들어가는데 이는 오행에 유래하는 역법의 잡절으로, 각각의 계절이 시작되기 전 약 18일간을 일컫는다. 이 시기는 오행 중 ‘토(土)’의 기운이 가장 왕성하다고 여겨지며, 이를 토왕지절(土旺之節)이라 부른다. ‘토용’이라는 명칭은 ‘토왕용사(土王用事)’의 줄임말로, 토왕지절의 첫날을 뜻한다.
사계는 각각 입춘, 입하, 입추, 입동 등 사립(四立)에서 시작되는데, 이 절입일 전에 해당하는 약 18일이 바로 토용 기간에 해당한다. 태양의 황경으로 보면 토왕용사의 시작점은 각각 27도, 117도, 207도, 297도에 해당하며, 이는 봄, 여름, 가을, 겨울의 각 절기 앞에 위치한다. 오행설에서 유래된 개념이지만, 태양의 황도상 위치를 기준으로 삼고 있어 계절 변화와도 대체로 일치한다.
특히 여름의 토용은 1년 중 더위가 가장 심한 혹서(酷暑)의 시기로, 겨울의 토용은 추위가 절정에 이르는 혹한(酷寒)의 시기로 인식된다. 민간에서는 토용 기간에 흙을 다루는 일을 삼가야 한다는 속신도 전해지며, 이 시기에는 토지와 관련된 활동을 꺼리는 경향이 있었다.

## 농사
이 무렵에는 논과 밭의 잡초를 뽑아내는 김매기를 하고 풀·짚 등을 섞어서 거름을 만들어 두는 퇴비장만을 하여 필요할 때 사용하였다. 참외, 수박, 채소 등이 풍성하고 햇밀과 보리를 먹게 되는 시기로 이때 과일이 가장 맛있다. 비가 적게 오면 더욱 맛이 좋다.

## 기타
- 천문학적으로는 춘분, 하지, 추분, 동지 등 4개만 큰 의미가 있을 뿐, 나머지 20개는 특별한 명칭과 의미가 없다. 더 정확하게 말하면, 천문학에서는 춘분점, 하지점, 추분점, 동지점 등 4개만 있고, 나머지 20개에 대응하는 명칭이나 용어가 없다.[2]
- 또한, 춘분, 하지, 추분, 동지 등 4개는 기상현상이 아니라 천문현상으로서, 이들 4개는 기후변화와 관계없다.[3]

## 같이 보기
- 적경 (24절기에 따른 태양의 적경 참고)
  - 춘분, 하지, 추분, 동지 등 4개만 태양의 적경과 황경이 일치하고, 나머지 20개는 일치하지 않음.
- 적위 (24절기에 따른 태양의 적위, 태양의 위치, 낮의 길이 (일출~일몰), 낮의 비율 참고)
  - 춘분 (또는 춘분점) (태양의 적위 0°, 태양의 위치 적도, 하루 24시간 중 낮이 차지하는 비율 약 50%)
  - 하지 (또는 하지점) (태양의 적위 +23.4°, 태양의 위치 북회귀선, 하루 24시간 중 낮이 차지하는 비율 약 60%)
  - 추분 (또는 추분점) (태양의 적위 0°, 태양의 위치 적도, 하루 24시간 중 낮이 차지하는 비율 약 50%)
  - 동지 (또는 동지점) (태양의 적위 -23.4°, 태양의 위치 남회귀선, 하루 24시간 중 낮이 차지하는 비율 약 40%)
- 복날
- 도그 데이즈 (7월 초~8월 초·중순 까지의 기간)

## 참고 문헌 및 링크
- 한국천문연구원 천문우주지식정보 → 생활천문관 → 월별 천문현상 에서는 춘분, 하지, 추분, 동지 등 4개만 절입시각이 표기돼 있고, 나머지 20개의 절입시각은 표기돼 있지 않다. (이는 한국천문연구원에서 매년 11월쯤에 발행하는 역서, 천문력(벽걸이용, 탁상용)을 통해서도 확인할 수 있다. 그리고 역서, 천문력(벽걸이용, 탁상용)은 구매하여 이용할 수 있다. (무료 아님)) 단, 한국천문연구원 천문우주지식정보 → 생활천문관 → 달력자료(월력요항) → 달력자료 에서는 나머지 20개의 절입시각도 확인할 수 있다.
- 이 문서에는 다음커뮤니케이션(현 카카오)에서 GFDL 또는 CC-SA 라이선스로 배포한 글로벌 세계대백과사전의 내용을 기초로 작성된 글이 포함되어 있습니다.